# Kwitnewe (obwód mikołajowski)
Kwitnewe (ukr. Квітневе) – osiedle na Ukrainie, w obwodzie mikołajowskim, w rejonie mikołajowskim, w hromadzie Perwomajśke. W 2001 liczyło 460 mieszkańców, spośród których 433 wskazało jako ojczysty język ukraiński, 23 rosyjski, 1 białoruski, a 3 inny.